# Bjaroza
Bjaroza (bělorusky Бяроза, rusky Берёза Berjoza, polsky Bereza, Bereza Kartuska, do roku 1937 Bereza Kartuska) je město v západním Bělorusku (Brestská oblast) s 30 tisíci obyvateli. V letech 1921–1939 bylo součástí Polska.
Sanační úřady zde zřídily od 12. července 1934 izolační tábor pro osoby, „jejichž činnost nebo jednání dávají důvod předpokládat, že z jejich strany hrozí narušení bezpečnosti, klidu nebo veřejného pořádku“. Bezprostředním impulsem, který přiměl Józefa Piłsudského přijmout rozhodnutí o vzniku tábora, bylo zavraždění ministra vnitra Bronisława Pierackého členy Organizace ukrajinských nacionalistů (OUN).
Mezi cca 16 tisíci lidmi, kteří prošli tímto táborem, se nacházeli členové nelegálních organizací OUN, Komunistické strany Polska (KPP), Národně radikálního tábora (Obóz Narodowo-Radykalny, ONR), ale také lidí spojených mj. s Lidovou stranou (Stronnictwo Ludowe, SL) a Polskou socialistickou stranou (PPS). Tábor fungoval do vypuknutí 2. světové války.